# Catalizador de transferencia de fase
En química, un catalizador de transferencia de fase o PTC (por sus siglas en inglés) es un catalizador que facilita la migración de un reactivo de una fase a otra fase donde se produce la reacción. La catálisis de transferencia de fase es una forma especial de catálisis heterogénea. Los reactivos iónicos son a menudo solubles en una fase acuosa pero insolubles en una fase orgánica en ausencia del catalizador de transferencia de fase. El catalizador funciona como un detergente para solubilizar las sales en la fase orgánica. La catálisis de transferencia de fase se refiere a la aceleración de la reacción tras la adición del catalizador de transferencia de fase. 
Al usar un proceso PTC, uno puede lograr reacciones más rápidas, obtener conversiones o rendimientos más altos, hacer menos subproductos, eliminar la necesidad de solventes costosos o peligrosos que disolverán todos los reactivos en una fase, eliminar la necesidad de materias primas costosas y/o minimizar los problemas de residuos. Los catalizadores de transferencia de fase son especialmente útiles en la química verde — al permitir el uso de agua, se reduce la necesidad de disolventes orgánicos.
Contrariamente a la percepción común, el PTC no se limita a sistemas con reactivos hidrófilos e hidrófobos. El PTC a veces se emplea en reacciones líquido/sólido y líquido/gas. Como su nombre lo indica, uno o más de los reactivos se transportan a una segunda fase que contiene ambos reactivos. 

## Tipos
Los catalizadores de transferencia de fase para reactivos aniónicos son a menudo sales de amonio cuaternario. Los catalizadores comercialmente importantes incluyen cloruro de benciltrietilamonio, cloruro de metiltricaprilamonio, cloruro de metiltributilamonio y cloruro de metiltrioctilamonio. También se usan sales orgánicas de fosfonio, por ejemplo, bromuro de hexadeciltributilfosfonio. Las sales de fosfonio toleran temperaturas más altas, pero son inestables hacia la base y se degradan a óxido de fosfina.
Por ejemplo, la reacción de sustitución alifática nucleofílica de una solución acuosa de cianuro de sodio con una solución etérea de 1-bromooctano no ocurre fácilmente. El 1-bromooctano es poco soluble en la solución acuosa de cianuro, y el cianuro de sodio no se disuelve bien en el éter. Tras la adición de pequeñas cantidades de bromuro de hexadeciltributilfosfonio, se produce una reacción rápida para dar nitrilo nonílico: 
C8H17Br + NaCN → C8H17CN + NaBr (catalizado por R4P+Br− PTC)
A través del catión de fosfonio cuaternario, los iones de cianuro se "transportan" de la fase acuosa a la fase orgánica.
El trabajo posterior demostró que muchas de estas reacciones pueden realizarse rápidamente a temperatura ambiente utilizando catalizadores como el bromuro de tetra-n-butilamonio y el cloruro de metiltrioctilamonio en sistemas de benceno/agua.
Una alternativa al uso de "sales quat" es convertir los cationes de metales alcalinos en cationes hidrófobos. En el laboratorio de investigación, se utilizan éteres corona para este propósito. Los polietilenglicoles se usan más comúnmente en aplicaciones prácticas. Estos ligandos encapsulan cationes de metales alcalinos (típicamente Na+ y K+), proporcionando grandes cationes lipofílicos. Estos poliéteres tienen unos "interiores" hidrófilos que contienen el ion y un exterior hidrófobo.

## Aplicaciones
Los PTC son ampliamente explotados industrialmente. Los polímeros de poliéster, por ejemplo, se preparan a partir de cloruros ácidos y bisfenol-A. Los pesticidas a base de fosfotioato se generan por alquilación catalizada por PTC de fosfotioatos. Una de las aplicaciones más complejas de PTC implica alquilaciones asimétricas, que son catalizadas por sales quirales de amonio cuaternario derivadas de alcaloides de la cinchona.